# Tinn
Tinn là một đô thị của hạtTelemark, Na Uy.
Giáo khu Tin đã được lập thành một đô thị ngày 1 tháng 1 năm 1838 (xem:formannskapsdistrikt). Hovin đã được tách ra từ Tinn năm 1860 - nhưng sau đó đã được sáp nhập lại với Tinn vào ngày 1 tháng 1 năm 1964.
Đô thị này phía bắc giáp Nore og Uvdal, phía đông giáp Notodden, Hjartdal và Seljord, còn phía tây giáp Vinje.
Tinn có núi cao 1883 Gaustatoppen mỗi năm có khoảng 30.000 người leo.
Krossobanen cáp treo cổ nhất Bắc Âu, được xây năm 1928 làm quà từ Norsk Hydro.
Thác nước Rjukanfossen trên sông Måna là nơi có nhà máy thủy điện lớn nhất thế giới năm 1911.

## Tên gọi
Dạng tên trong tiếng Na Uy Cổ là Tinnr. Có lẽ đây là tên cổ của hồ trung tâm ở đô thị này (ngày nay là Tinnsjå). Nghĩa của tên gọi không rõ lắm.

## Huy hiệu
Huy hiệu được sử dụng thập kỷ trước(1994). Huy hiệu có 5 giọt nước đại diện cho năm con sông ở đô thị này.